# جودي مارتن (ممثلة)
جودي مارتن (بالإنجليزية: Judy Martin)‏ هي مصارعة محترفة وممثلة أمريكية، ولدت في 1953 في تكساس في الولايات المتحدة.

## وصلات خارجية
- جودي مارتن (ممثلة) على موقع CageMatch worker (الإنجليزية)
- جودي مارتن (ممثلة) على موقع IMDb (الإنجليزية)
- جودي مارتن (ممثلة) على موقع قاعدة بيانات الفيلم (الإنجليزية)